# Jacob Berner
Jacob Berner (Brooklyn, 8 gennaio 1900 – Oslo, 6 agosto 1941) è stato un calciatore norvegese, di ruolo centrocampista.

## Carriera

### Club
Berner vestì la maglia del Trygg.

### Nazionale
Disputò 25 partite per la Norvegia. Esordì il 30 settembre 1923, in occasione della sconfitta per 2-1 contro la Danimarca. Il 2 novembre 1930, giocò la sua 25ª ed ultima partita in Nazionale, che coincise con un pareggio per 1-1 contro la Germania. Ricevette così il Gullklokka.

## Palmarès

### Individuale
- Gullklokka

1930